# Qarah Gol-e Takht-e Vasaţ
Qarah Gol-e Takht-e Vasaţ (persiska: قَرَه گُلِ تَختِۀ وَسَط, قره گل تخت وسط, Qarah Gol-e Takhteh-ye Vasaţ) är en ort i Iran.   Den ligger i provinsen Golestan, i den norra delen av landet, 400 km nordost om huvudstaden Teheran. Qarah Gol-e Takht-e Vasaţ ligger 121 meter över havet och antalet invånare är 377.
Terrängen runt Qarah Gol-e Takht-e Vasaţ är platt åt nordväst, men åt sydost är den kuperad.Runt Qarah Gol-e Takht-e Vasaţ är det ganska tätbefolkat, med 60 invånare per kvadratkilometer. Närmaste större samhälle är Qarah Gol-e Gharbī, 2,3 km nordväst om Qarah Gol-e Takht-e Vasaţ. Omgivningarna runt Qarah Gol-e Takht-e Vasaţ är i huvudsak ett öppet busklandskap.